# Dugh

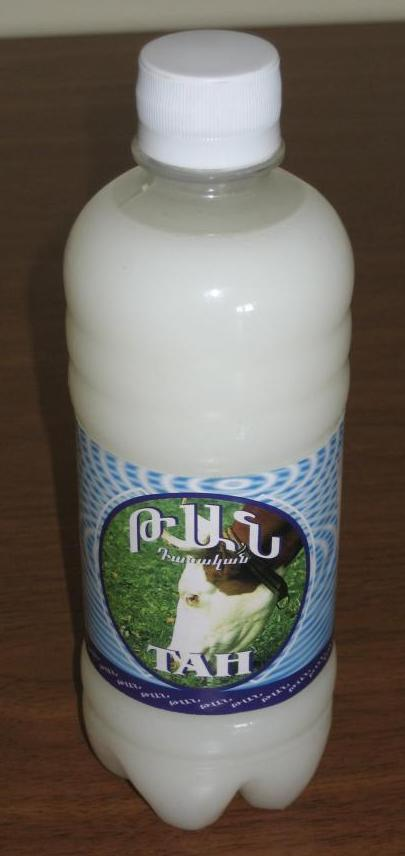
Armenisches Tan

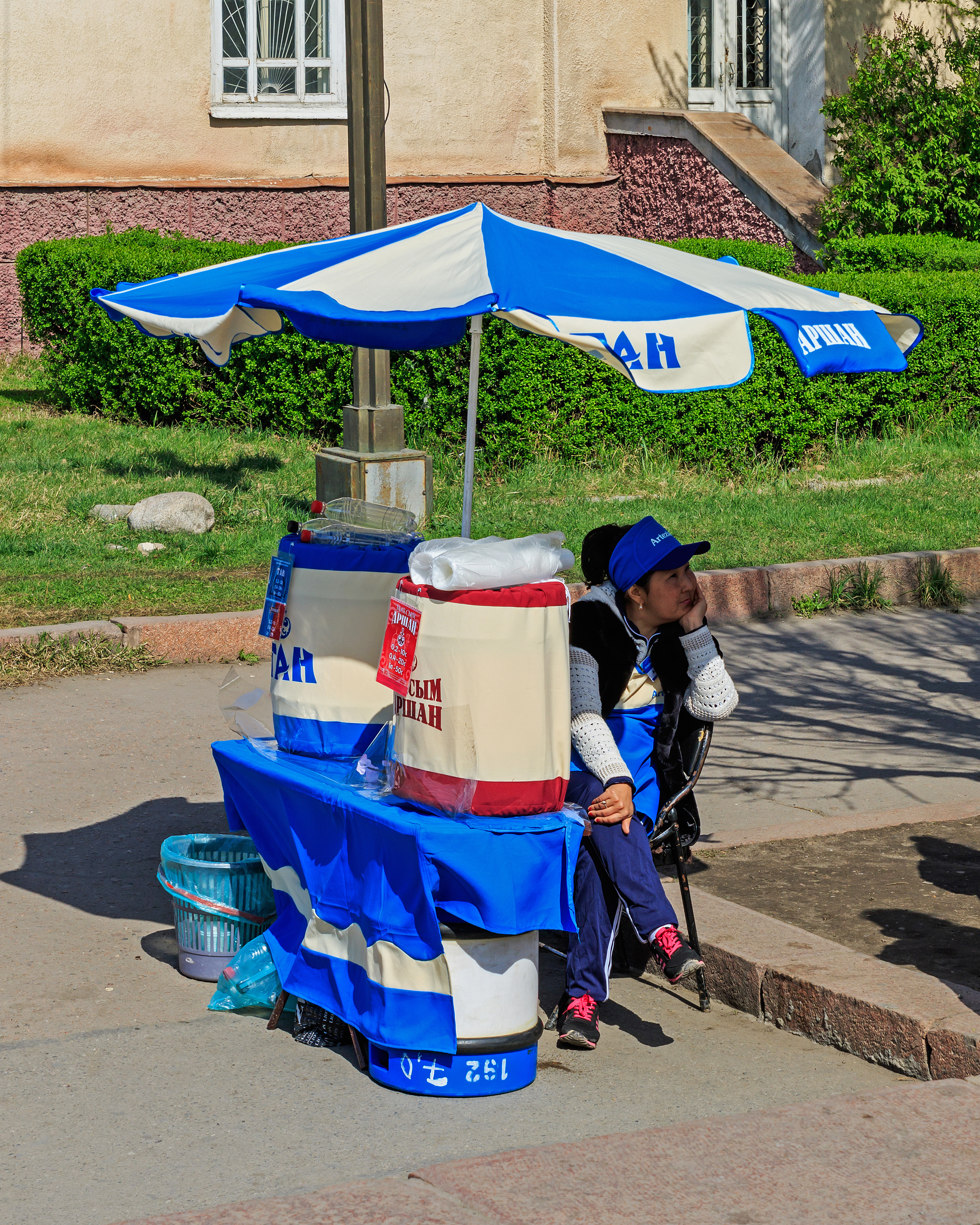
Straßenverkauf des Tan vom Fass in Bischkek, Kirgisien

Dugh (persisch دوغ, DMG dūġ) oder Tan (armenisch թան) ist ein Joghurtgetränk aus der persischen Küche, das unter diesem Namen in Iran, Irak und Afghanistan verbreitet ist. Es ist dem türkischen Ayran und dem indischen Lassi ähnlich.
Dugh besteht aus einer Mischung von Joghurt (persisch ماست, DMG māst) mit Molke und Wasser bzw. (kohlensäurehaltigem) Mineralwasser und ist leicht gesalzen. Der Trunk kann auf vielfältige Art verfeinert werden, zum Beispiel durch die Beigabe von kleingehackten Kräutern wie Minze, Dill, Petersilie und Estragon. Auch finden sich Varianten mit kleingeschnittener Gurke. Gewürze wie Muskat, Kardamom und Pfeffer finden ebenfalls Eingang in die Rezeptur. Daneben gibt es auch süßen Dugh, der aber selten getrunken wird. Die Konsistenz variiert von dick- (1 Teil Wasser auf 4 Teile Joghurt) bis dünnflüssig (gleiche Teile). Als Getränk zum Essen wird die gequirlte dünnflüssige Version bevorzugt. Alle Zutaten müssen kalt sein. Zur besonderen Erfrischung wird Eiswasser zugegeben, oder dem fertigen Getränk werden Eiswürfel zugefügt.

## Geschichte
Nach heutigen archäologischen Ergebnissen war der Dugh bereits den Ariern und den Achämeniden bekannt. Damit gehört er zu den ältesten bekannten Getränken.